# Paddock Grand Prix
Het Interwetten Racing team is een motorsportteam dat uitkomt in het wereldkampioenschap wegrace. Het team werd in 2002 opgericht door de in Praag wonende Zwitser Daniel Epp. In 2002 startte het team met de Zwitser Thomas Lüthi in de 125 cc-klasse en won het het kampioenschap in 2005. In 2007 maakten het team en coureur Lüthi de overstap naar de 250 cc-klasse en werden achtste in het eindklassement. In 2012 rijdt Lüthi op een Suter in de Moto 2-klasse.
In 2010 nam het team met coureur Hiroshi Aoyama ook deel aan de MotoGP-klasse.